# Musaranya petita de Taiwan
La musaranya petita de Taiwan (Chodsigoa sodalis) és una espècie rara de musaranya de l'ordre dels eulipotifles. Va ser descrita l'any 1913 per O. Thomas a partir d'un crani sense pell. i fins a l'any 1997 no es va disposar de més dades per definir l'espècie, endèmica de les zones muntanyoses de l'illa de Taiwan, habitant en altures que discorren entre els 1560 i els 2438 metres. Arran dels pocs especimens localitzats, no s'ha determinat quin és l'estat d'amenaça d'extinció per a aquesta espècie.
Es tracta d'una musaranya petita i prima, d'entre 65 i 50 cm de llarg i aproximadament 5 quilograms de pes de mitjana. El seu pelatge és llarg, d'entre 4 i 5 mil·límetres, i és entre negre i gris fosc al cos; mentre que la cua (gairebé tan llarga com el cos) és d'un color oliva fosc. Els peus són llargs, i de coloració més clara que la resta del cos.